# رضا مافی
رضا مافی (۵ آذر ۱۳۲۲–۴ مهرماه ۱۳۶۱ خورشیدی) خوشنویس صاحب‌نام و از هنرمندان تأثیرگذار در هنر معاصر ایران بود. او را از نخستین هنرمندانی می‌دانند که به خلق نقاشیخط در دورهٔ معاصر پرداخت و در اشاعهٔ این شیوه نقش داشت.

## زندگی
او در مشهد و در خانواده‌ای اهل هنر زاده شد. برادر بزرگترش (محمد مافی) نقاش می‌کرد و به هنرهای تجسمی می‌پرداخت و پدرش زرگر و حکاک بود و با این فن ظریف آشنایی داشت. او از کودکی قلم به دست گرفت و سرگرمی و دلخوشی او خوشنویسی و بازی با حروف و کلمات بود. در کودکی به تشویق پدر نزد جلال‌الدین اعتضادی ملقب به «صدرالکتاب» آموختن خوشنویسی را شروع کرد. اعتضادی از خوشنویسان مشهور مشهد بود که در موزه آستان قدس رضوی کتاب‌ها و قطعات خطی قدیمی را مرمت می‌کرد.
مافی در دوره دبیرستان و در سن ۱۳ سالگی کار در مغازهٔ گلدوزی واقع در بازار سنگتراشان مشهد را که مجموعهٔ مهمی از حرفه‌ها و مهارت‌ها را دربرداشت، آغاز کرد. وظیفه او گلدوزی نقوش مهم تزئینی و مذهبی مانند گل و مرغ و عبارات مذهبی مثل: یا ضامن آهو و حضرت مهدی عج و غیره… بر روی پارچه‌های مخمل با چرخ بود. سرعت بالا و ریتمیک چرخ خیاطی همراه با چرخش و حرکت بر روی پارچه نیازمند دقت و تناسب میان چشم، دست و ذهن است و شالوده بسیاری از هنرهای دیگر از جمله خوشنویسی است و مافی به یقین آن را دارا بود.
مشهد شهری مذهبی بود و هنر و فرهنگ از طریق خطوط خوشنویسی و اسلیمی در معماری مساجد و بناها متجلی می‌شد. این مجموعه از کاشیکاری‌ها و گچبری‌ها و نقوش تزئینی که رضا مافی دائم آن‌ها را می‌دید و با آن‌ها سروکار داشت، بعدها در زمینه هنری وی خالی از تأثیر نبود.
همچنین رضا مافی مدتی در نزد مرحوم غراب که از استادان برجسته گراور سازی در خراسان بود، حضور یافت و امور فنی آن را از وی آموخت.
رضا مافی در ۱۸ سالگی به تهران آمد تا از استادان بزرگ بهره گیرد. او در کنار درس به تمرین خوشنویسی و نقاشی پرداخت. او در سال ۱۳۴۳ در انجمن خوشنویسان ایران در کلاس درس حسین میرخانی استاد ارشد آن انجمن حاضر شد و نزد وی شاگردی نمود. او از اولین کسانی بود که دورهٔ ۴ سالهٔ خوشنویسی را سه ساله طی کرد. حسین میرخانی دریافته بود که مافی این استعداد را دارد که در آینده، نامورِ این هنر گردد.
مافی سپس به تمرین از خطوط میرزا غلامرضا اصفهانی خوشنویس صاحب‌نام عهد ناصرالدین شاه پرداخت و شیوه‌اش بر خلاف خوشنویسان هم‌عصر خود به سمت کار قدما میل کرد.
رضا مافی علاوه بر کار هنری، برای تحقیق و به قول خودش «سیاحت و مطالعه» در زمینهٔ هنرهای شرقی چندین بار به کشورهای آسیایی و اروپایی سفر کرد و ره آورد این سفرها همیشه برای او پربار بود. مافی به اسب سواری توجه خاصی داشت و با اینکه به بیماری فشار خون مبتلا بود هرگز از این ورزش روی برنگرداند.
در تیتراژ پایانی سریال هزاردستان (ساخته زنده یاد علی حاتمی) از او یاد شده است.

## درگذشت
رضا مافی در یکم مهرماه ۱۳۶۱ در ۳۸ سالگی و در اوج موفقیت هنری به‌هنگام اسب‌سواری در جریان مجموعهٔ تلویزیونی هزاردستان از اسب سقوط کرد و دچار خون‌ریزی مغزی شد و در روز چهارم مهرماه ۱۳۶۱ درگذشت و در حرم عبدالعظیم حسنی دفن شد.

## نقاشی خط
رضا مافی در هنر نقاشی خط به حق پیشگام بود و در این زمینه به موفقیت بزرگی نائل آمد و برخی او را نخستین هنرمند خوشنویسی می‌دانند که بر بوم نقاشی، خط نوشته است. او از نخستین کسانی بود که به هنر «نقاشیخط» روی آورد.
وی با تحت تأثیری از مکتب سقاخانه سعی داشت که اصول خونویسی خود را به نقاشی نزدیک کند. به دلیل چیره‌دستی او در خوشنویسی از همان اولین آثار نقاشیخط او تجلیل شد و به سرعت مجلات و روزنامه‌ها را به خود جلب کرد.
مافی نمایشگاهی از آثار نقاشی آمیخته با خط یا با موضوع خط در گالری سیحون برگزار کرد که بسیار مورد توجه هنرمندان و هنرشناسان قرار گرفت. این نمایشگاه سر و صدای زیادی را به دنبال داشت، چرا که نخستین بار خوشنویسی سنتی را به صورت نقاشی مدرن درآورده و عرضه کرده بود. البته قبل از مافی افرادی که فقط نقاش بودند از خط در نقاشی‌های خود استفاده کرده بودند ولی مافی که هم خوشنویس بود و هم نقاش از ترکیب این دو هنر راهی نو و شیوه‌ای جدید در هنر معاصر ایران پدیدآورد که تا به امروز ادامه پیدا کرده است و پیروان فراوانی دارد.

مافی سه سال بعد در سن سی سالگی خود دربارهٔ رابطه بین خط و نقاشی‌هایش می‌گوید: 
هدف من زنده نگه داشتن خط زیبای نستعلیق است. تابلوهای من بر پایه‌های یک هنر اصیل و سنتی استوار است و از این روست که با فارغ بالی جست و جو می‌کنم و بی‌آنکه بخواهم ریشه این هنر را بخشکانم چراکه هدف آن احیا است. نه انهدام. فکر می‌کنم انواع خطوط و به ویژه خط نستعلیق از نظر فرم بسیار غنی است، با فراز و نشیب‌ها و کشیدگیها و دوایر آن که کاملاً حالات القایی زیادی را دربردارند.— رضا مافی، رازهای خط و نقاشیخط/نگاهی به زندگی و آثار رضا مافی

## روش کار مافی
رضا مافی در ایجاد اثر هنری خود شگرد و روش‌های خاص خود را داشت. او به احساس آنی یا بداهه علاقه داشت و آن را مهم می‌دانست و حتی کارهای خود را غیرارادی خطاب می‌کرد.
همچنین رضا مافی با حسی لطیف به ادبیات و فرهنگ ایرانی-اسلامی گرایش شدید داشت خود او در این باره می‌گوید: «من یک نقاش خطاط هستم، ولی خواننده شعر هستم؛ و زیاد هم شعر می‌خوانم و همین شعرها است که بر من تأثیر می‌گذارند و من می‌توانم یک تابلو بوجود آورم. اما از شعرهایی استفاده می‌کنم که حرف اتصالی بیشتری داشته باشند. این از نظر روان‌شناسی هنری قدری مهم است که آدم از شاخه‌ای به شاخه دیگر نپرد و یک مسیر اتصالی را بپیماید، کلمات باید باهم بخوانند و اگر نخوانند هدف مرا که تداعی معانی برای بیننده است اعمال نمی‌کنند پس من هم از آن‌ها استفاده نمی‌کنم. برای مثال «باهر دو جهان عشق، به یک دل نتوان باخت» یکی از شعرهایی است که خیلی خوب می‌شود از آن استفاده کرد.»
رنگ تابلوهای او بیشتر قهوه‌ای است با متن و نوشته‌هایی به همین رنگ که متمایل به سیاه است. این رنگ که وقار ویژه‌ای دارد به اثر حالتی کهنه و قدیمی می‌دهد. او از بکار بردن رنگ‌های تند و درخشان به کلی گریزان بود و بندرت در ترکیب متن‌ها از آن‌ها استفاده می‌کرد. مطالعه «قلم چوب» های وی سند خوبی بر این موضوع است چراکه رنگهای قهوه‌ای کاملاً در جان آن‌ها رفته است.
او دیدگاه خود را این گونه بیان می‌دارد: «از این رنگ، بوی سنت و تجربه و کمال به مشام می‌رسد. نمی‌خواهم با ادغام بیدلیل رنگ‌ها و بدون اندیشیدن به محتوا، نقاشی و خطاطی کنم. من به فرهنگ غربی دامن نمی‌زنم و مانند هر انسان وطن دوستی که به فرهنگ کشورش علاقه دارد، نمی‌گذارم فرهنگ بیگانه بر من مسلط شود.»
در خلق آثار، مافی از تکنیک و متریالهای گوناگون و جدید دریغ نمی‌کرد و همیشه دست به تجارب جدید می‌زد و با تلفیق مواد گوناگون به مضمون اثر می‌رسید.
مافی هم به سنت و هم به مدرنیسم توجه داشت. با اینکه آثار او متوجه و متأثر از هنرهای سنتی است، ولی دستیابی به فرم‌های جدید از اصول تخطی ناپذیر برای او بود. بیان تصویری آثارش یکسونگر و تک بعدی نیست و از ویژگی‌های مهم کارهای او چند بعدی بودن نگرشش در قلمروی هنر خوشنویسی بود. این ویژگی، او را در میان خوشنویسان و نقاشان معاصرش ممتاز کرده بود.

## سیاه مشق
مافی در طول زندگی هرچند کوتاه خود بیش از هفتصد اثر خوشنویسی خلق کرد که شمار قابل توجهی از آن‌ها سیاه مشق است. از نکته‌های جالبی که در سیاه مشق‌های مافی دیده می‌شود، فرم‌های بدیع و جدیدی است که در بین آن‌ها وجود دارد و حتی در آثار غلامرضا اصفهانی هم دیده نمی‌شود. در این سیاه مشق‌ها با اصل خلوت و جلوت با توده حروف و کلمات و فضای خالی موجود در صفحه و جانمایی و شکل بندی می‌شود. این نوع از سیاه مشق‌ها غالباً در سال ۱۳۶۱ شکل گرفته‌اند و نگارش آن‌ها مقارن با دوره تلاطم فکری مافی، چندین مرتبه تجربه شده است.
[سیاه مشقه‌ای مافی نمایشگر قدرت و نوآوری در هنر خوشنویسی سنتی است. او بدون استفاده از قلم‌مو، با قلمِ نی و مرکب بر بوم می‌نوشت و به شیوه‌های مختلف خوشنویسی مانند نستعلیق، شکسته، ثلث، تعلیق و رقاع مسلط بود.

## آثار سه بعدی
رضا مافی در دوره‌ای از فعالیت هنری خود با کارهای برجسته و سه بعدی حضور یافت. در این کارها مافی با یونولیت یا پلاستوفوم و برش دادن حروف و کلمه‌ها ترکیب بندی‌های گوناگون و بدیعی را از اشعار ایجاد می‌کرد. اثر نهایی با استفاده از مواد لعابی پوشانده می‌شد که به بیننده حسی از سرامیک و حتی گچبری‌ها را می‌داد.
مافی طی یک مصاحبه در رابطه با این کارهای خود این‌گونه پاسخ می‌دهد:
حقیقت این است که صرفاً به دلیل علاقه بینهایتی که به خط و نوشته‌ها و گچبری‌های مساجد داشتم به این راه کشیده شدم.— رضا مافی، رازهای خط و نقاشیخط/نگاهی به زندگی و آثار رضا مافی
قبلاً هم در بیان زندگینامه مافی بیان شد که مافی در محیطی با مجموعه زیادی معماری و بناهای قدیمی مساجد زندگی کرده است که می‌تواند دلیلی توجیه‌کننده دال بر توجه و حساسیت هنری وی بر این مضمونها باشد.

## شیوه فنی خط نستعلیق در آثار مافی
رضا مافی در نوشتن خط نستعلیق پدیده جدیدی را تحریر و خلق نکرد. بلکه نستعلیق وی با عبور از آموزه اعتضادی و حسین میرخانی رهنمون پیدا کرد و در نهایت با سبک و سیاق میرزا غلامرضا اصفهانی به ثبت رسید. اینکه رضا مافی در روند خوشنویسی نستعلیق به شیوه شخصی رسید یک سؤال قابل تأمل است و باید منتظر بود تا مجموعه کاملی از آثار وی مورد تحلیل متخصصین حرفه‌ای قرار بگیرد اما در مورد نکات فنی و شیوه مرحوم مافی همیشه این نکته مطرح است که او در عمر کوتاه خود یک برداشت‌کننده قوی از آثار میرزا بود تا جایی که به امانتدار و آینه داری برجسته برای شیوه او تبدیل شد.
در مورد مختصات فنی شیوه مرحوم مافی در خط نستعلیق حمید غبرا نژاد که یکی از علاقه مندان او و پیروان شیوه زنده یاد میرزاغلامرضای اصفهانی است معتقد است: «نوشتن بزرگتر از حد متعارف حرفهای دایره شکل، برگشت سریع حرکت پایین حرف «دال» و کوتاه شدن ضخامت آن، ضخامت مدات، چرخش و گردش بلند انتهای نقطه‌ها، استفاده از مرکبهای رنگی، نوشتن سیاه مشق بر روی ورق طلا و زر و… تمامی این خصوصیات و ابداعات را می‌توان شیوه نگارش خاص استاد رضا مافی برشمرد.»
با بررسی قلمهای مافی مشخص شد که قط قلمهای وی متوسط متمایل به محرف است. مرکز قلم تخصصی ایشان قلم جلی و کتیبه است و بیشترین گرایش را به این دو اندازه دارد. به ویژه تبحر مافی در قلم گردانی ماهرانه با قلم کتیبه حاکی از آن است که او با اعتماد بنفس بالا می‌نوشت و قلم کتیبه را به راحتی قلم مشقی در حالت ایستاده به حرکت درمی‌آورد.

## سهراب سپهری و مافی
رضا مافی نگاهی رو به آینده داشت و به شعرهای شاعر رنگ‌ها، سهراب سپهری علاقه فراوانی داشت. وی طرح‌ها و نقاشی‌های سپهری را همیشه در گوشه‌ای از ذهن خود داشت و حتی از نظر فکری و معنوی به سپهری نزدیک بود.
برخی از تابلوهای موفق مافی که بر اساس قالب سیاه مشق شکل گرفته گویی ترجمه خوشنویسانه تابلوهای «سلسله درختان» سپهری است که در هم تنیدگی و در هم رفتن برشی از تنه‌های درختان جنگلی را ترسیم کرده و مافی در همان زمینه به بازی با حروف پرداخته که در نوع خود آثاری زیبا با ریتمی دلنشین به وجود آورده، آثاری که در آن‌ها با تنوع دانگ قلم از اصل پر انرژی و تضاد استفاده قابل توجهی شده است و چیدمان هوشمندانه و طراحی شده مفردات به عمق در تابلو انجامیده است.

## نمایشگاه‌ها
رضا مافی هنرمندی پرکار بود. طی ۳۹ سال زندگی بیش از ۸۰۰ تابلو از خود به یادگار گذاشت و در حدود ۵۰ نمایشگاه از آثار او در داخل و خارج از کشور از جمله در کشورهای فرانسه و پاکستان و بلژیک و ترکیه و یوگسلاوی و انگلستان و سوئیس و ایتالیا عرضه و مورد توجه علاقه‌مندان قرار گرفت.
آخرین نمایشگاه آثارش در سال ۱۳۵۸ در تهران برای بزرگداشت شهیدان راه آزادی بر پاشد. در این نمایشگاه در پوستری تحت عنوان «آزادی اگر می‌طلبی غرقه به خون باش» نوشت:
"نقدینه‌ای که از فروش تابلوها به دست آمده خرج سنگ نبشته‌های انقلاب اسلامی شود.
- برپایی نمایشگاه در موزه ایران باستان (۱۳۴۶)
- برپایی نمایشگاه‌های انفرادی (سال‌های ۱۳۴۷ تا ۱۳۵۴)
- برپایی نمایشگاه جمعی در پاریس (۱۹۷۱)
- برپایی نمایشگاه انفرادی در پاریس (۱۹۷۲)
- نمایشگاه انفرادی تهران -نمایشگاه هنرمندان معاصر در موزه ایران باستان (۱۳۵۰)
- نمایشگاه جمعی تالار دانشکده‌های هنرهای زیبا (۱۳۵۱)
- شرکت در نمایشگاه هنرمندان ایران در پاکستان (۱۳۵۲)
- نمایشگاه جمعی در گالری لوترک (۱۳۵۳)
- نمایشگاه سیمایی از هنر معاصر ایران (۱۳۵۴)
- شرکت در نمایشگاه جهانی بلونیا در ایتالیا و شهر بال سوئیس (۱۳۵۵)
- برپایی نمایشگاه انفرادی در بزرگداشت شهدای انقلاب اسلامی در باغ فردوس (۱۳۵۸)